# Aeromar
Aeromar era una compagnia aerea regionale messicana con sede a Città del Messico e hub principale all'Aeroporto Internazionale di Città del Messico. Ha cessato le operazioni di volo il 15 febbraio 2023 a causa di difficoltà economiche.

## Storia
La compagnia aerea è stata fondata il 29 gennaio 1987 e ha iniziato le operazioni il 5 novembre 1987 come Transportes Aeromar. È di proprietà di Grupo Aeromar al 99,99%. Il 1 ° aprile 2010, Aeromar ha firmato un'alleanza commerciale con Continental Airlines e successivamente ha noleggiato in leasing due Bombardier CRJ200. Il 30 agosto 2010, Aeromar e Continental Airlines hanno annunciato una partnership frequent flyer che ha permesso ai passeggeri di ogni vettore di guadagnare e riscattare miglia su entrambe le compagnie aeree. A partire dal 2019, Avianca ha proposto di acquisire o fondersi con Aeromar per diventare "Avianca Mexico". Da maggio dello stesso anno la compagnia è stata sull'orlo di un fallimento tecnico a causa di ingenti debiti con aeroporti messicani ed a finanziamenti non restituiti. Oltre a ciò, la compagnia aerea deve circa 10 milioni di pesos ai piloti. Nel novembre 2019 Avianca ha dichiarato di avere interrotto le trattative per l'acquisizione di Aeromar.
Il 15 febbraio 2023 la compagnia ha comunicato la cessazione della propria attività a causa dei problemi finanziari.

## Accordi commerciali
Al momento della chiusura Aeromar aveva accordi commerciali con le seguenti compagnie:
- Air Canada
- Air France
- Alaska Airlines
- All Nippon Airways
- APG Airlines

- Avianca
- Avianca Ecuador
- Copa Airlines
- Emirates
- Hahn Air

- Iberia
- KLM
- Lufthansa
- Turkish Airlines
- United Airlines

## Flotta

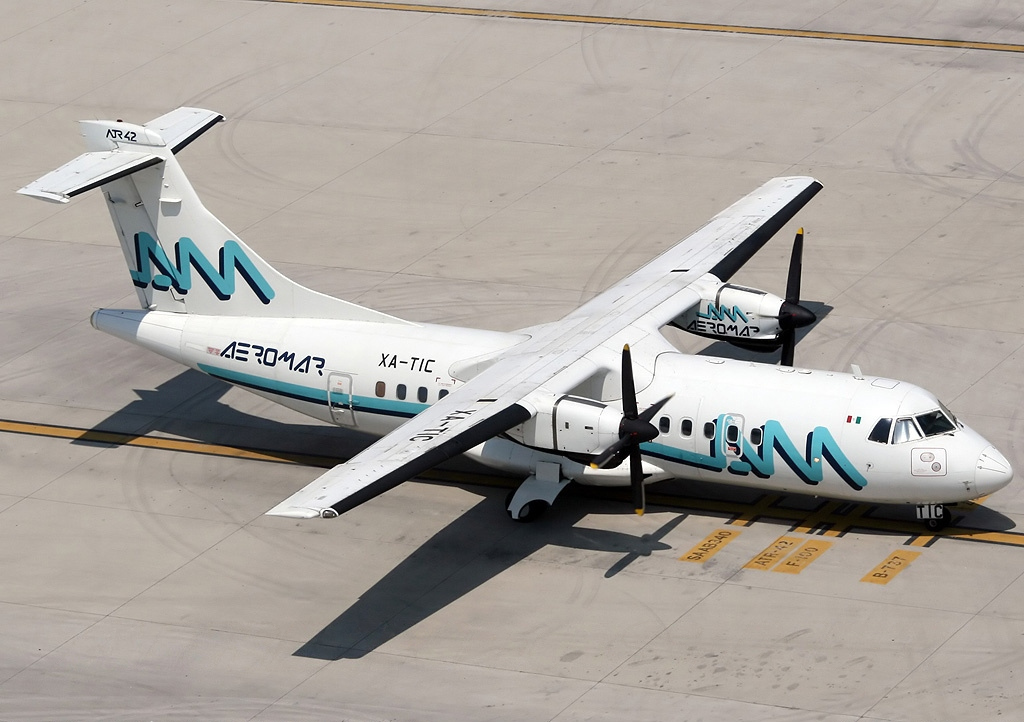
Un ATR 42-300 di Aeromar

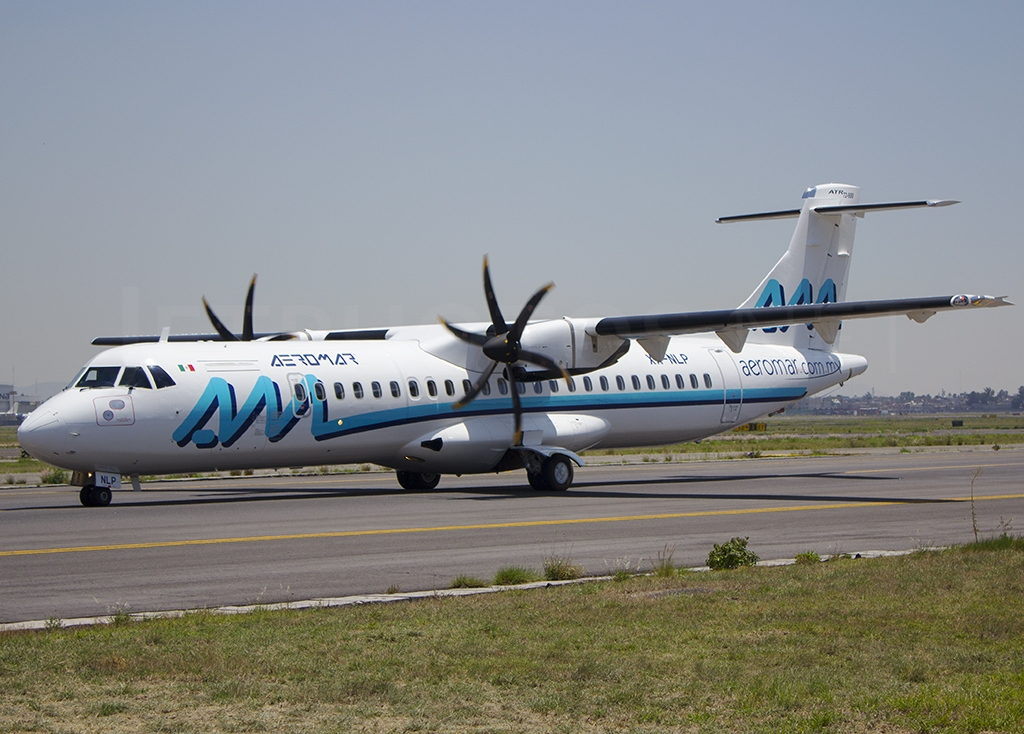
Un ATR 72-600 di Aeromar

A febbraio 2023 la flotta Aeromar risultava composta dai seguenti aerei:
| Aereo      | In flotta | Ordini | Passeggeri | Note |
| ---------- | --------- | ------ | ---------- | ---- |
| ATR 42-500 | 2         | —      | 48         |      |
| ATR 42-600 | 2         | —      | 48         |      |
| ATR 72-600 | 5         | —      | 72         |      |
| Totale     | 9         | —      |            |      |

### Flotta storica

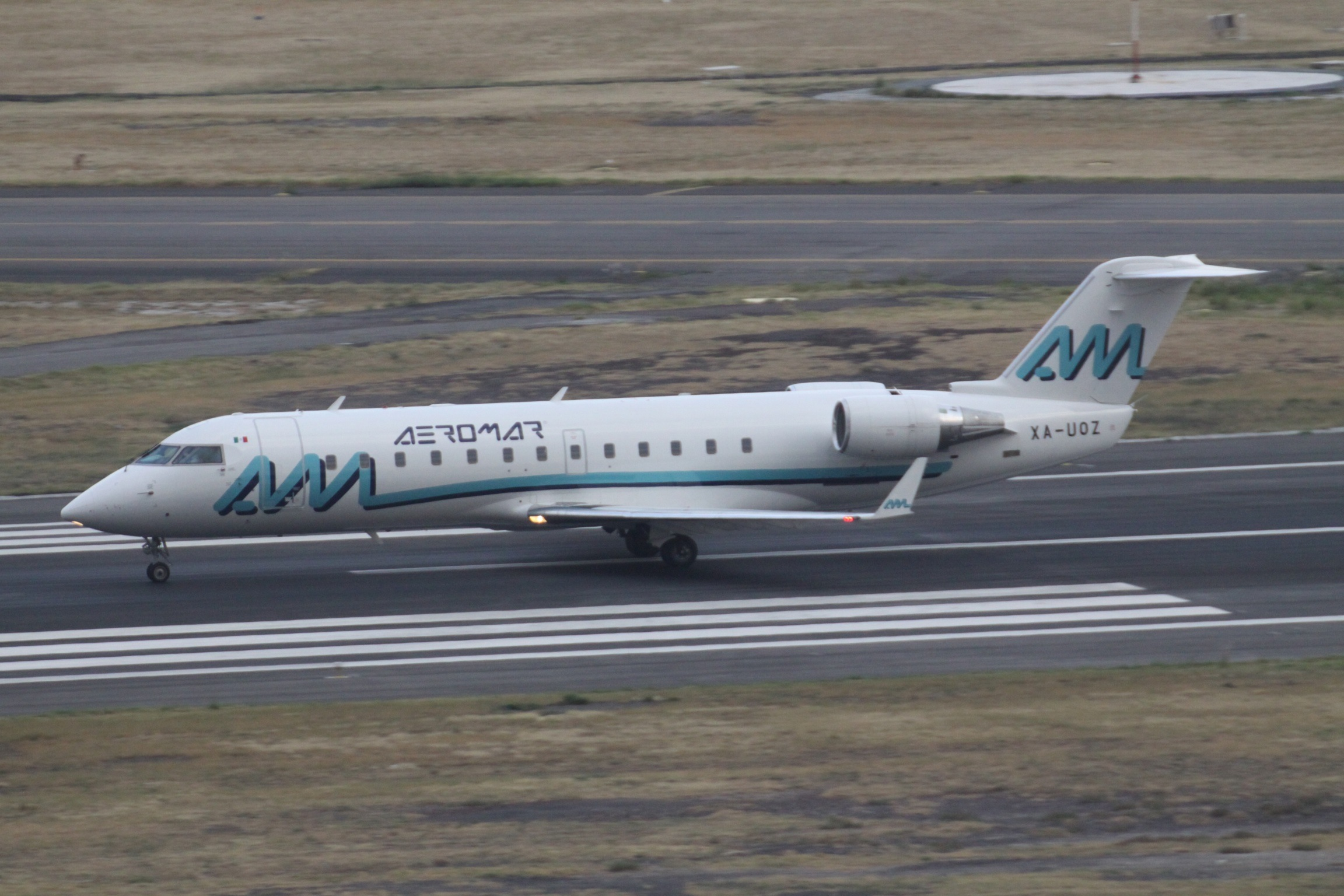
Un Bombardier CRJ200 di Aeromar

Nel corso degli anni Aeromar ha operato con i seguenti modelli di aeromobili:
| Aereo                | Totale | Introduzione | Ritiro |
| -------------------- | ------ | ------------ | ------ |
| ATR 42-300           | 3      | 1988         | 1997   |
| ATR 42-320           | 8      | 1991         | 2018   |
| ATR 42-500           | 9      | 1995         | 2017   |
| Bombardier CRJ-200ER | 3      | 2010         | 2015   |